# Blanka-Tunnelkomplex

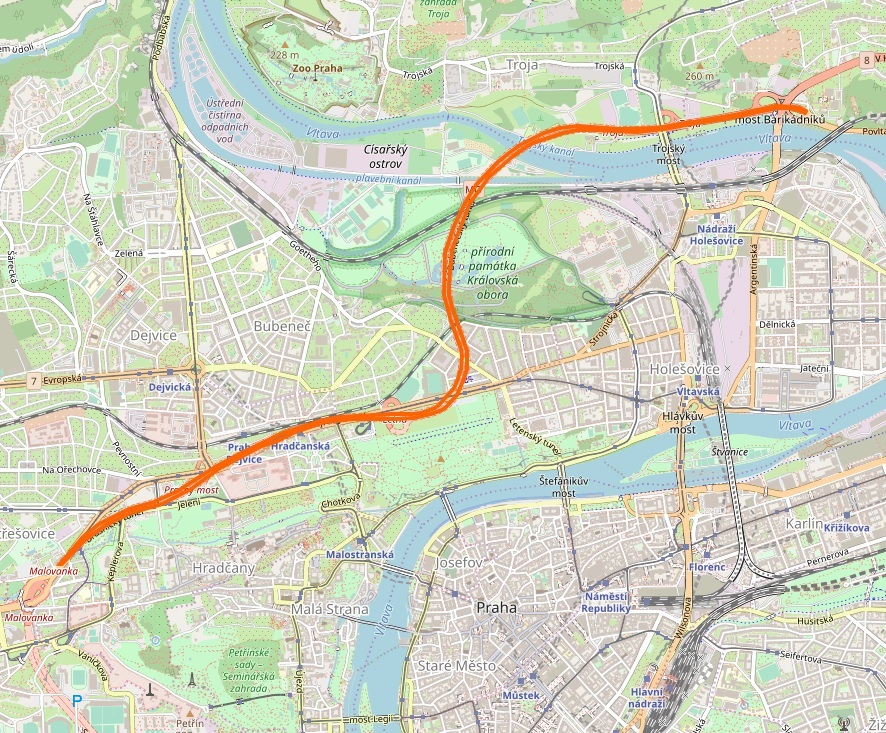
Tunnelplan

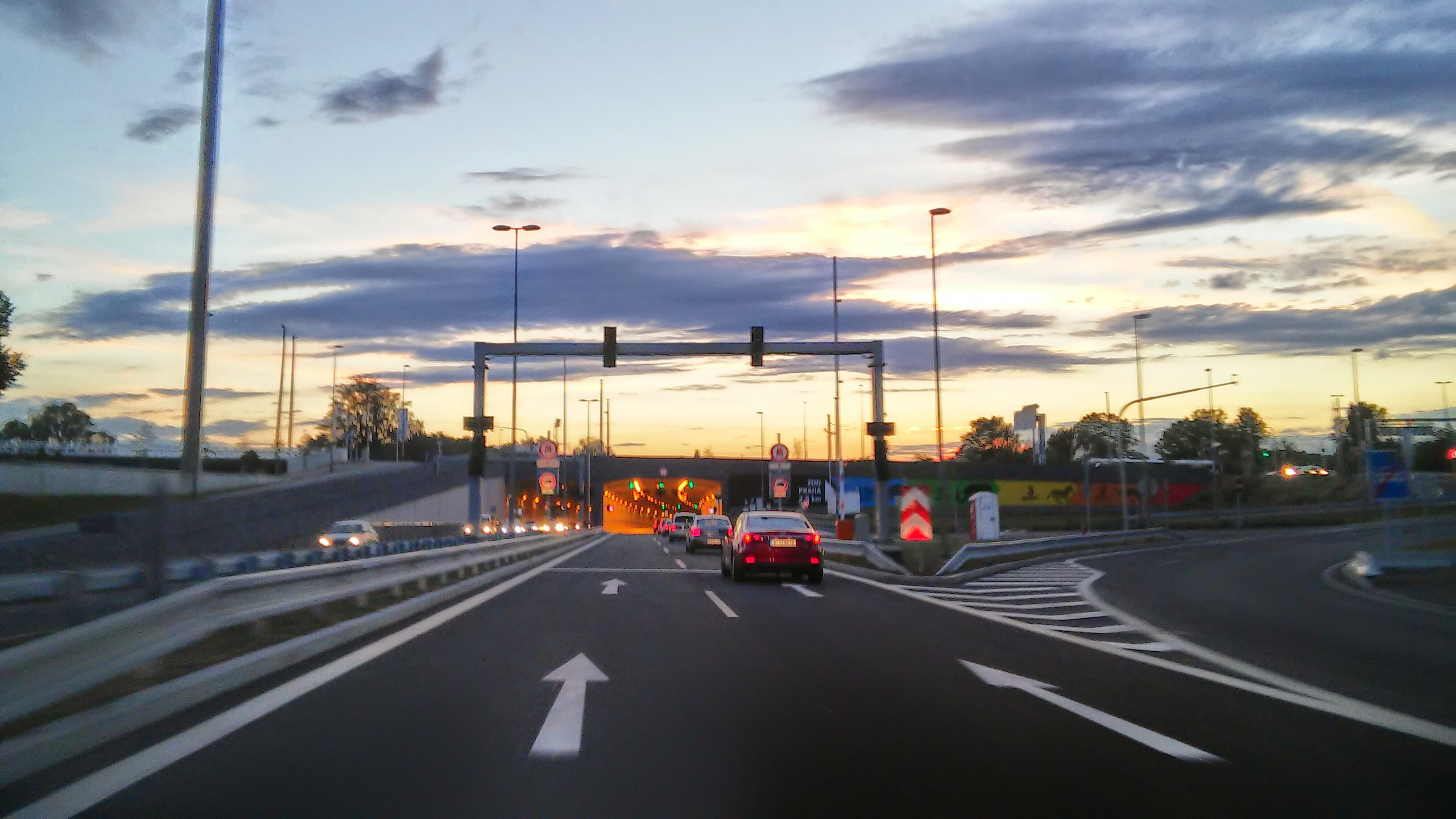
Einfahrt von Troja

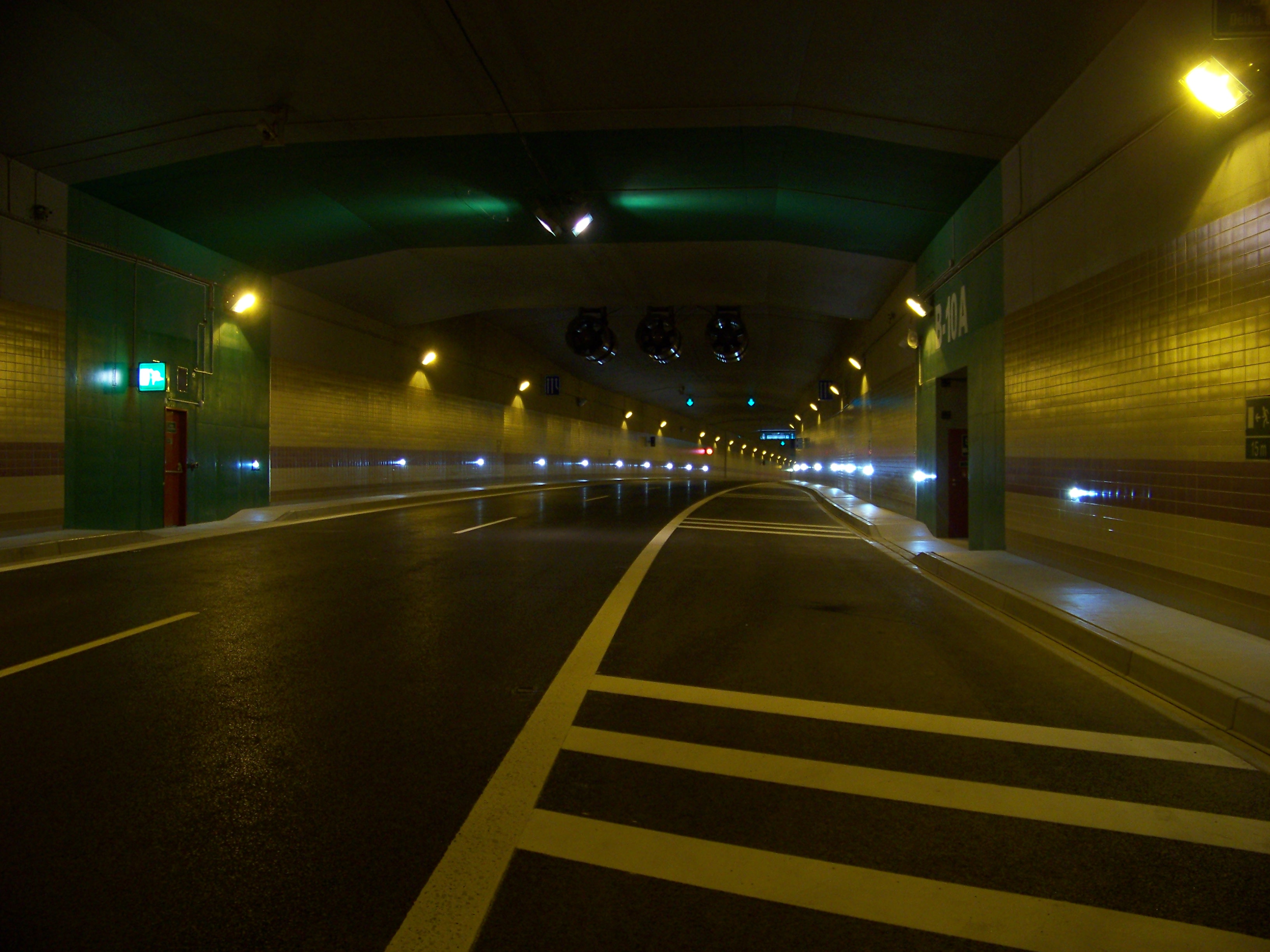
Bubenečský tunel

Der Blanka-Tunnelkomplex bildet einen Teil des Stadtrings um Prag und verbindet den westlichen Bereich der Prager Burg mit dem Stadtteil Troja. Er besteht aus mehreren aufeinanderfolgenden Tunneln mit einer Gesamtlänge von 5.502 m. Damit ist er der längste Straßentunnel der Tschechischen Republik und der längste Stadttunnel in Europa.
Der Auftrag für den Bau des Tunnelkomplexes wurde am 30. Oktober 2006 vom Prager Bürgermeister Pavel Bém unterzeichnet. Der Bau konnte im Jahr 2011 fertiggestellt werden, wobei der Fertigstellungstermin mehrmals verlängert wurde. Der Komplex wurde schließlich am 19. September 2015 in Betrieb genommen.
Er ist das größte und teuerste Infrastrukturprojekt in der Geschichte von Prag mit Baukosten von mehr als 43 Milliarden Tschechische Kronen.

## Beschreibung
Die Anlage besteht aus drei Haupttunneln:
- Der Brusnický tunel mit einer Gesamtlänge von 1.405 m, benannt nach dem Bach Brusnice
- Der Dejvický tunel mit einer Gesamtlänge von 1.007 m, benannt nach dem Stadtteil Dejvice
- Der Bubenečský tunel mit einer Gesamtlänge von 3.090 m, benannt nach dem Stadtteil Bubeneč

## Benutzerzahlen
Regelmäßig werden die drei Tunneln von täglich über 70.000 Fahrzeugen befahren. (Zählungen erfolgen im monatlichen Tagesdurchschnitt, wobei die Zahlen für beide Fahrrichtung addiert wurden). Am stärksten befahren ist der Dejvický tunel, dort wurden im Mai 2017 fast 90.000 Fahrzeuge gezählt.